# Акаїва
Акаїва (яп. 赤磐市) — місто в Японії, в префектурі Окаяма.